# Seward Community Cafe
Seward Community Cafe – restauracja spółdzielcza prowadzona zbiorowo w dzielnicy Seward w Minneapolis w stanie Minnesota, która wyróżnia się tym, że jest najstarszą restauracją prowadzoną przez pracowników w Stanach Zjednoczonych. Od momentu powstania kawiarnia jest własnością i jest zarządzana przez grupę pracowników-właścicieli liczącą około 10-16 osób, z których wszyscy rozpoczynają pracę za tę samą płacę i mają możliwość zostania współwłaścicielami w ciągu sześciu miesięcy od rozpoczęcia pracy. Zarządzanie jest zorganizowane w sposób niehierarchiczny, a decyzje są podejmowane w drodze konsensusu.  Kawiarnia oparta jest w porze śniadania i lunchu.

## Historia
The Seward Cafe została założona w 1974 jako inicjatywa dobrowolna. Aby pokryć koszty, właściciele-pracownicy otrzymywali kupony na darmowe jedzenie (tzw. Burger Bucks), a niektórzy z pierwotnych członków kolektywu kupowali dom, w którym mogli tanio mieszkać. Ostatecznie kawiarnia zaczęła zarabiać tyle pieniędzy, że pracownicy mogli otrzymać minimalną płacę.
Kawiarnia była uwikłana w „wojny kooperacyjne” lat 70., gdzie walczące frakcje w ramach spółdzielczej społeczności biznesowej Twin Cities ścierały się, niekiedy w brutalny sposób. Grupa radykalnych marksistowsko-leninowskich członków/pracowników spółdzielni, znana jako Organizacja Spółdzielcza, lub C.O., oskarżyła inne spółdzielnie o przestrzeganie burżuazyjnych i hippisowskich ideałów oraz ignorowanie interesu klasy robotniczej. Po nieudanej próbie przejęcia People’s Warehouse (dystrybutora obsługującego wiele przedsiębiorstw spółdzielczych w Twin Cities, prowadzonego przez przedstawicieli różnych spółdzielni) w drodze negocjacji na posiedzeniu zarządu, członkowie C.O. weszli do biur Warehouse i zabrali książkę czekową oraz dokumentację finansową.
Następnie dyrektor operacyjny skonfrontował się z rywalami w Seward Cafe, ogłaszając, że „People’s Warehouse należy teraz do ludu!”. Próby odebrania magazynu doprowadziły do fizycznej konfrontacji, a przedsiębiorstwa spółdzielcze w całym mieście, w tym Seward Cafe, zorganizowały akcję bojkotu obecnego magazynu kontrolowanego przez C.O. Ostatecznie magazyn został odebrany środkami legalnymi, a C.O. pozornie zniknęło, choć nadal krążyły pogłoski o ich obecności w politycznym podziemiu.
Ruch spółdzielczy zmniejszył się w latach 80. i do 1993 Seward Cafe była jednym z zaledwie pięciu przedsiębiorstw spółdzielczych prowadzonych przez pracowników w Twin Cities (Łączna liczba przedsiębiorstw spółdzielczych była większa, około 20, ale większość miała bardziej zhierarchizowane struktury zarządzania i nie były prowadzone przez pracowników). Kawiarnia pozostała jednak wierna swojemu modelowi biznesowemu i w 2004 członek kolektywu - Tom Pierson pomógł w zorganizowaniu krajowej konferencji przedsiębiorstw prowadzonych przez pracowników.
Obecnie Seward Cafe jest jedną z wielu spółdzielni prowadzonych przez pracowników w Twin Cities, inee to m.in. Hub Bicycle Co-op shops, Hard Times Café i Matchbox coffee shop. Seward udzieliła pomocy finansowej przedsiębiorstwu Hard Times w 2007 r., gdy pojawiły się okoliczności sprzyjające zamknięciu jadłodajni Riverside.